# Adam Skrybant
Adam Antoni Skrybant (ur. 1947) – polski dyplomata. Od 2002 do 2006 ambasador RP w Wenezueli.

## Życiorys
Adam Skrybant ukończył studia w Szkole Głównej Planowania i Statystyki. Był stypendystą rządu hiszpańskiego, ukończył roczne studium hiszpanoznawstwa na uniwersytecie w Madrycie.
Od 1970 zawodowo związany z Ministerstwem Spraw Zagranicznych. Pracował na początku lat 80. na placówce w Hawanie. Był I sekretarzem w stałym przedstawicielstwie przy Biurze Organizacji Narodów Zjednoczonych w Genewie. Od 2000 był radcą handlowym w Madrycie. Przewodniczył wielu polskim delegacjom na posiedzenia organów Organizacji Narodów Zjednoczonych, w szczególności poświęconych problematyce państw rozwijających się. Od 1 października 2002 do 30 listopada 2006 był ambasadorem RP w Wenezueli, akredytowanym dodatkowo w Surinamie, Grenadzie, Gujanie, Dominikanie, Jamajce, Barbadosie oraz Saint Vincent i Grenadynach.
Jest autorem podręcznika MSZ dotyczącego struktur współpracy międzynarodowej. Mówi po hiszpańsku, francusku, angielsku i niemiecku.